# Patrick French
Patrick French (Aldershot, 5 maart 1966 – Londen, 16 maart 2023) was een Engels geschiedkundige en schrijver.
Patrick French studeerde literatuur aan de Universiteit van Edinburgh. Hij won verschillende literaire prijzen, voor zijn boeken Younghusband: The Last Great Imperial Adventurer, Liberty or Death: India’s Journey to Independence and Division en The World Is What It Is.

## Werk
Patrick French was bestuurder van de Free Tibet Campaign in Londen. Op 22 maart 2008, ten tijde van de opstanden in Tibet voorafgaand aan de Olympische Spelen in Peking, leverde hij in een opiniërend stuk in The New York Times kritiek op de campagne zoals deze wordt gevoerd door de Tibetaanse organisaties in ballingschap. Zo kon hij in de archieven van Dharamsala geen bewijzen vinden voor de 1,2 miljoen doden die zouden zijn gevallen na de invasie van Tibet door het Chinese Volksbevrijdingsleger.

### Onderzoek naar aantallen Tibetaanse slachtoffers
Patrick French is een van de weinige, mogelijk de enige, westerse historicus die de archieven van de Tibetaanse regering in ballingschap heeft kunnen bestuderen, waarop de claim is gebaseerd van 1,2 miljoen Tibetaanse slachtoffers die als gevolg van Chinese repressie zouden zijn gevallen.
In zijn boek Tibet, Tibet: A Personal History Of A Lost Land beschreef French na afloop van zijn onderzoek, dat hij worstelde tussen zijn decennialange loyaliteit aan de Tibetaanse zaak en zijn professionele verantwoordelijkheid als historicus en publicist. Hij gaf aan dat het laatste bij hem had geprevaleerd.
In de archieven trof French een groot aantal dubbeltellingen aan. Er werden meestal geen namen van slachtoffers genoemd, ontbrak bij sommige secties aantallen van tienduizenden slachtoffers en ontbraken in sommige gevallen gehele secties in de archieven. Zou dat toch worden meegenomen, dan zou men op basis van dat archiefmateriaal op een aantal slachtoffers uitkomen in Centraal-Tibet en de gebieden ten oosten daarvan (Kham en Amdo) van gezamenlijk net iets onder de 1,1 miljoen.
De genoemde aantallen in de archieven waren onderverdeeld in mannen, vrouwen en tulku's. Op basis van het archiefmateriaal zouden van de haast 1,1 miljoen slachtoffers er exact 23.364 vrouwen moeten zijn geweest. Dat zou betekenen dat er dan 1,07 miljoen mannelijke slachtoffers zouden moeten zijn gevallen. Dat zou volgens hem een onmogelijke conclusie zijn, wanneer dit gerelateerd wordt aan het aantal Tibetanen dat in 1950 in Centraal-Tibet en Kham en Amdo woonde.
French komt tot de conclusie dat de archieven van de Tibetaanse regering in ballingschap op dat punt in statistisch opzicht onbruikbaar en zinloos zijn en in historisch-wetenschappelijke zin onmogelijk de claim van 1,2 miljoen slachtoffers kunnen rechtvaardigen.
Hij sluit zich in zijn boek aan bij de voorzichtige conclusies van de Amerikaanse historicus Warren W. Smith. Die komt op basis van vooral demografisch onderzoek en gaten in die demografische opbouw tot de aanname dat er in Centraal-Tibet ruim 200.000 slachtoffers zijn gevallen en eenzelfde aantal in de oostelijke gebieden. Er zouden dan in totaal ca. 500.000 Tibetaanse slachtoffers moeten zijn gevallen. Warren W. Smith tekent daarbij aan dat de meerderheid van de Tibetaanse slachtoffers in de oostelijke gebieden, behorende tot de Chinese provincies Gansu, Sichuan en Qinghai, het gevolg zijn van de hongersnood tijdens de periode van de Grote Sprong Voorwaarts (1960-1963) die in heel China mogelijk 30 tot 40 miljoen hongerdoden heeft geëist.

## Overlijden
French overleed na een vierjarige strijd tegen kanker op 16 maart 2023.